# Resolución 377 del Consejo de Seguridad de las Naciones Unidas
La resolución 377 del Consejo de Seguridad de las Naciones Unidas, aprobada el 22 de octubre de 1975, solicitó al Secretario General de la Organización que iniciase consultas entre los actores implicados en el Sáhara Occidental con carácter inmediato e informase posteriormente al Consejo para que este pudiese tomar sus respectivas medidas. De igual modo, las partes involucradas fueron llamadas a la caución y moderación por parte del Consejo de Seguridad para que el Secretario General pudiese desarrollar su cometido asignado.
Para la aprobación de la resolución el Consejo de Seguridad invocó el artículo 33 de la Carta de las Naciones Unidas y se reafirmó en la resolución 1514 de la Asamblea General (aprobada en 1960), admitiendo que las decisiones que pudiera tomar el Consejo de Seguridad no implicaban perjuicio sobre las resoluciones ya aprobadas o futuras de la Asamblea. 
Por invitación del presidente del Consejo de Seguridad y de conformidad con el reglamento, los representantes permanentes ante las Naciones Unidas de Argelia, España y Marruecos estuvieron presentes en el desarrollo de la sesión.
No se dieron detalles de la votación además de que fue aprobada por consenso.

## Contexto
La resolución 377 se aprobó días antes de la Marcha Verde, nombre por el que se conoce a la invasión marroquí del Sáhara Occidental, territorio entonces no autónomo, bajo administración española y objeto de supervisión por parte del Comité de Descolonización de las Naciones Unidas. Previa a la aprobación de la resolución 377 y motivada por este hecho, el 18 de octubre de 1975 el representante permanente de España ante las Naciones Unidas, Jaime de Pinies, escribió una carta al presidente del Consejo de Seguridad en donde afirmaba lo siguiente:

En nombre de mi Gobierno, tengo a bien poner en su conocimiento que, con motivo de las declaraciones hechas por S.M. el Rey Hassan II de Marruecos, amenazando con llevar a cabo una marcha de 350.000 personas para invadir el Sahara Occidental, se ha producido una situación de fricción internacional que pone en peligro la paz y la seguridad internacionales. Mi gobierno, consciente de las obligaciones que le incumben, llama la atención del Consejo de Seguridad sobre esta situación, al amparo del Artículo 35 de la Carta de las Naciones Unidas. En consecuencia le ruego, Señor Presidente, tenga a bien convocar, con carácter de urgencia este Consejo, para que adopte las decisiones del caso y se disuada al Gobierno marroquí de llevar a cabo la invasión anunciada, que además de comprometer la paz y la seguridad internacionales, desconoce el derecho del pueblo saharaui a la autodeterminación y es contraria a los propósitos y principios de la Carta de las Naciones Unidas.

Le ruego, Excelencia, se me permita, al amparo del artículo 37 del Reglamento, ser invitado a las deliberaciones del Consejo sobre esta cuestión.

(Firmado) Jaime de PINIES
 Carta fechada el 18/10/1975 del Representante Permanente de España enviada al Presidente del Consejo de Seguridad